# Manuela Suitner
Manuela Suitner (1982) è un'ex sciatrice alpina austriaca.

## Biografia
Attiva in gare FIS dal dicembre del 1997, la Suitner esordì in Coppa Europa il 17 gennaio 2002 a Sankt Sebastian in slalom gigante e in Coppa del Mondo il 20 gennaio 2002 a Berchtesgaden in slalom speciale (sua unica gara nel massimo circuito internazionale), in entrambi i casi senza completare la prova. In Coppa Europa ottenne il miglior piazzamento il 1º febbraio 2002 a Lenggries in slalom speciale (5ª) e prese per l'ultima volta il via il 13 marzo 2004 in Sierra Nevada nella medesima specialità (19ª); si ritirò al termine di quella stessa stagione 2003-2004 e la sua ultima gara fu uno slalom speciale FIS disputato il 3 aprile a Hochkar, non completato dalla Suitner. In carriera non prese parte a rassegne olimpiche o iridate.

## Palmarès

### Coppa Europa
- Miglior piazzamento in classifica generale: 38ª nel 2003

#### Coppa Europa - gare a squadre
- 1 podio:
  - 1 terzo posto